# 羅夏恩
羅夏恩（韩语： Na Ha-eun，2009年1月16日—）是一名韓國童星，Kids Planet和4D LABEL（童星經紀公司和唱片公司）專屬模特兒兼舞者。只是发行单曲《So Special》和《Butterfly》，并未出道。
2022年4月20日，羅夏恩正式公開成為SM娛樂練習生，並於2024年8月1日確認離開SM娛樂，結束為期兩年的練習生生涯。

## 經歷
2009年1月16日，羅夏恩出生於南韓大邱廣域市，是家中的長女，家庭成員有爸爸媽媽和妹妹。因為媽媽在懷妹妹時，抑鬱的時候喜歡聽歡快的K-pop歌曲，小夏恩也因此學著影片跳舞。媽媽也發現了她的天賦，並於羅夏恩在韓國年齡6-7歲時找了一個舞蹈班教她跳舞。
2013年，4岁的夏恩開始參與錄製綜藝節目《Star King》、《美好的早晨》以及《時尚王 KOREA》，因參與錄製《Star King》被稱為“4歲小泫雅”。
2014年，夏恩參與錄製舞蹈真人秀《Dancing 9》第2季，綜藝節目《Star King》第以及《K-pop Star 4》，是《K-pop Star》史上年紀最小的參賽者，一度在韓國成為話題人物，但因為年齡過小無法評判，淘汰賽對她而言太殘酷，所以評委無奈在第二輪將她淘汰。
2015年，夏恩參與錄製《Star King》400期特輯以及SBS綜藝《鯽魚麵包》春節特輯；羅夏恩以一首模仿SISTAR《Shake It》舞蹈被央視新聞報導；9月，參與錄製中國湖南衛視節目《天天向上》。
2017年，受邀為Mnet亞洲音樂大獎（Mnet Asian Music Awards，簡稱：MAMA）拍宣傳片。
2018年1月25日，羅夏恩發行第一張單曲《So Special》。
2017年，2018年，2019年都受邀參加Melon Music Awards（簡稱：MMA），以翻跳舞蹈的形式公布獲獎候補名單。
直至2020年也有繼續參與錄製不同的節目，例如《不朽的名曲》、《認識的哥哥》、《Video Star》等。有時候也會和一些偶像團隊或歌手合作拍攝舞蹈翻跳影片。
2021年12月24日，羅夏恩發行第二張單曲《Butterfly》。
2022年4月18日，韓媒Star News獨家公開娛樂公司人士的採訪中提到羅夏恩近日簽約成為SM娛樂旗下練習生。
2024年8月1日，羅夏恩確認中止與SM娛樂的合約，恢復自由身份。

## 音樂作品

#### 單曲專輯
| 專輯 # | 專輯資料                                              | 曲目                                                      |
| ------ | ----------------------------------------------------- | --------------------------------------------------------- |
| 1st    | 《So Special》 - 發行日期：2018年1月26日 - 語言：韓語 | 曲目 1. So Special (feat. Microdot) 2. So Special (inst.) |
| 2nd    | 《Butterfly》 - 發行日期：2021年12月24日 - 語言：韓語 | 曲目 1. Butterfly 2. Butterfly (inst.)                    |

## 外部連結
- 羅夏恩的Daum專頁
- 羅夏恩的Facebook專頁
- 羅夏恩的Instagram帳戶
- 羅夏恩的新浪微博
- 羅夏恩的TikTok
- YouTube上的羅夏恩頻道